# Красное (Бобруйский район)
Кра́сное (бел. Краснае) — деревня в составе Сычковского сельсовета Бобруйского района Могилёвской области Республики Беларусь.

## Население
- 1999 год — 14 человек
- 2010 год — 15 человек
- 2014 год — 13 человек